# Storegöl (Järsnäs socken, Småland)
Storegöl är en sjö i Jönköpings kommun i Småland och ingår i Motala ströms huvudavrinningsområde.